# Valentyin Alekszandrovics Szerov
Valentyin Alekszandrovics Szerov (oroszul: Валентин Александрович Серов) (Szentpétervár, Oroszország, 1865. január 7. – Moszkva, Oroszország, 1911. november 22.) orosz festő. Munkássága átmenetet képez a 19. századi orosz realista festészet és a 20. századi eleji modern irányzatok között.

## Élete és művészete
Valentyin Szerov Szentpéterváron született 1865-ben. Apja híres zeneszerző volt, akinek házában sok művész megfordult. Hatévesen a fiú elvesztette apját. Két éven át Münchenben nevelkedett, ahol egy német művész foglalkozott vele, majd 1874-ben anyjával Párizsba költöztek. Itt ismerkedtek meg Repinnel, aki a gyermek tanítómestere lett. 1878-tól Moszkvában és a közeli Abramcevóban, a mecénás Mamontov birtokán folytatta a tanítást. Kezei alól került az ifjú Szerov 1880-ban a Művészeti Akadémiára, ahol négy évig tanult.

### Korai munkái
1887-ben Abramcevóban festette Kislány őszibarackkal című képét, (a 12 éves Vera Mamontova arcképe), mely megkapta a moszkvai Műpártolók Társaságának díját, és melyet azóta is az orosz portréfestészet egyik csúcsának tartanak. Ezen, valamint a következő évben készített Kislány napfényben című portrén és Náddal benőtt halastó című tájképén is világosan látszik a festő érdeklődése az akkori új festészeti technikák iránt. Új eszközöket keresett, hogy a fény és árnyék játékát visszaadja a képein.

### Érett művészete
Figyelemmel kísérte a századforduló művészeti újításait és igyekezett saját művészetébe olvasztani azok eredményeit. Őt tartják sorrendben az utolsó nagy orosz realista festőnek, akinek munkásságában azonban már fellelhetők az impresszionisták és a modern művészeti irányzatok törekvései is.
Szerov mindenekelőtt portréfestő volt. Kitűnően érezte meg és mély átéléssel ábrázolta modelljeinek személyiségét,  akár gyerekek (Mika  Morozov, 1901), akár a cári család tagjai (Mihail Nyikolajevics nagyherceg, 1900), akár művészek (Iszaak Levitan, 1893; M. N. Jermolova színésznő, 1905) arcképét készítette el. Alakjait gyakran a tájba helyezve vagy környezetükkel együtt festette, ahogy pl. a nőiesen lágy Z. N. Juszupova (1902), az íróasztalnál dolgozó Rimszkij-Korszakov (1898) vagy Olga Orlova hercegnő (1911) portréján is látható. Pavel Alekszandrovics nagyhercegről készített arcképét (1897), az 1900. évi párizsi világkiállításon aranyéremmel tüntették ki.
Tájképein a természet mindenekelőtt mint az ember környezete jelenik meg. Többségükről ugyancsak elmondható, hogy nem csupán a természet egy darabját, hanem a tájba helyezett mindennapi élettevékenységet is ábrázolják, így azok akár zsánerképnek is tekinthetők (Október. Domotkanovo, 1895; Télen, 1898; Ló fürdetése, 1905).
Szerov különlegesen igényes volt önmagával szemben. Egyes arcképeihez nagyon sokszor kellett modellt ülni, mire a festő művét befejezettnek tekintette. Még önarcképén is több mint egy hónapig dolgozott. Nemcsak igényes, hanem sokoldalú művész is volt, aki a különféle rajztechnikákat egyaránt jól ismerte. Kifinomult rajzművészetét mutatja pl. F. I. Saljapin (szénrajz, 1905) vagy V. I. Kacsalov portréja (grafitceruza, 1908); az 1905-ös orosz forradalom idején készített politikai karikatúrái a maguk műfajában szintén kiemelkedőek. 1895-től élete végéig dolgozott I. A. Krilov állatmeséinek illusztrációin, melyekből mintegy 150 lap készült el.

### Utolsó évtizede
A 19-20. század fordulójától kezdve Szerov az orosz történelmi múltból merített ihletet, ezt mutatja ceruzarajzainak, akvarelljeinek, tempera- és olajfestményeinek sorozata. Főként 18. századi témák vonzották. Ezek a kisméretű képek olyan életszerűek, mintha természet után festették volna őket (II. Péter és Jelizaveta Petrovna vadászatra indul, 1900). I. Péter alakját többször is megfestette; egyik népszerű temperafestményén (1907) az óriási léptekkel haladó cárt ábrázolja, kísérete mögötte alig bírja követni.
1907-ben Szerov régi vágya teljesülhetett, Görögországba utazott. A görög táj és az antik világ emlékeivel való találkozás ihlette mitológiai tárgyú képeit. Hazaérkezése után készítette egyik legismertebb képét az Európa elrablását (1910) és az Odüsszeusz és Nauszikaá téma különböző változatait (1910).
Művészetpedagógusként (1897-1909) az új irányzatok későbbi neves képviselőinek sorát tanította, köztük M. Sz. Szarjant, N. N. Szapunovot és Petrov-Vodkint.
A festő 1887-ben megnősült, Olga Fjodorovna Trubnyikovával kötött házasságukból hat gyermek, köztük négy fiú született. A nagy létszámú család ellátása, a műtermet is magában foglaló tágas lakás fenntartása sok kiadással járt. A sikeres festőt egyre több megrendeléssel halmozták el, és ő megfeszített erővel dolgozott. Mindössze 46 éves volt, amikor szívgörcsben meghalt, a Novogyevicsi kolostor temetőjében temették el.

## Műveiből

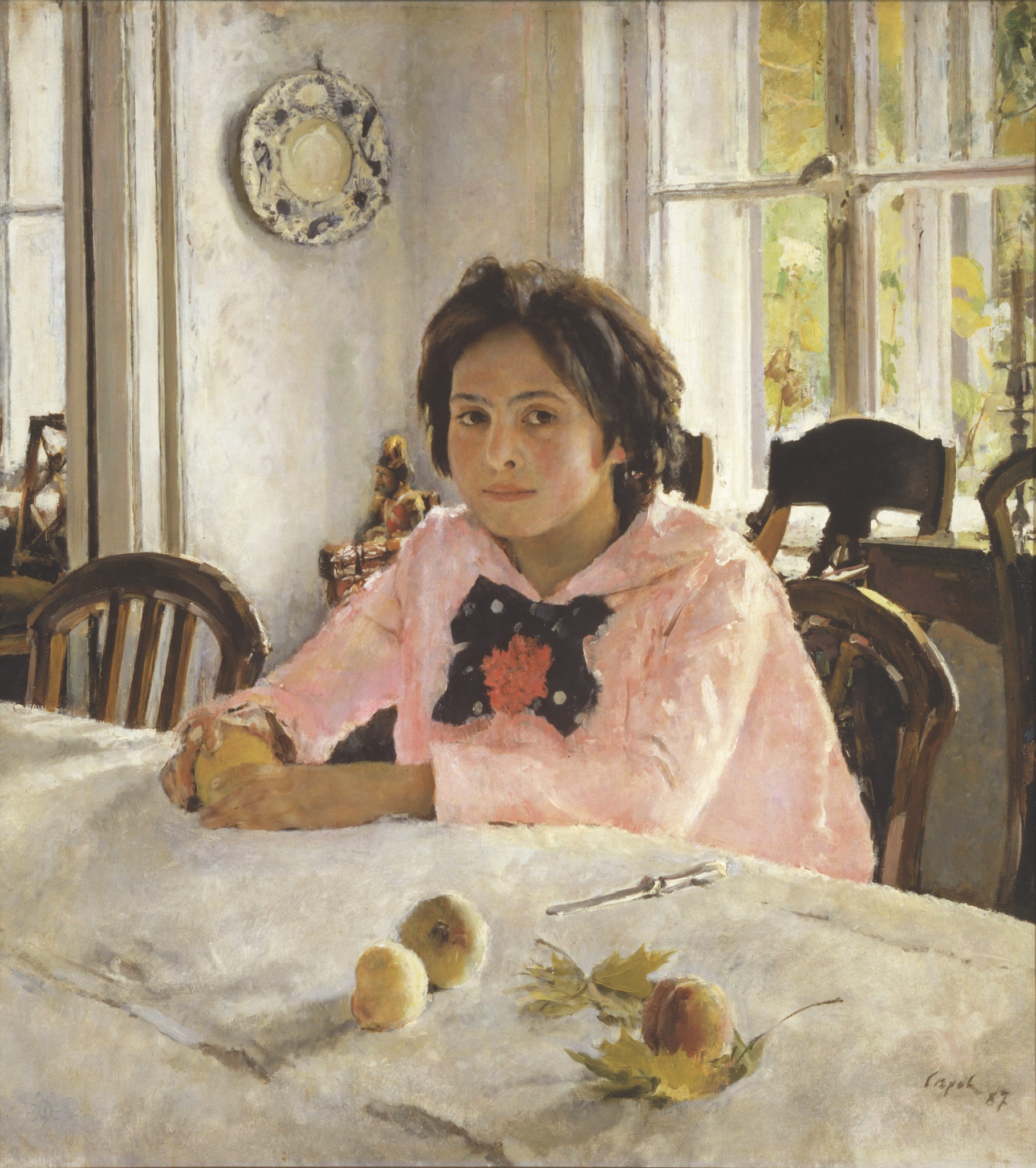
Kislány őszibarackkal (1887)
Iszaak Levitan arcképe(1893)
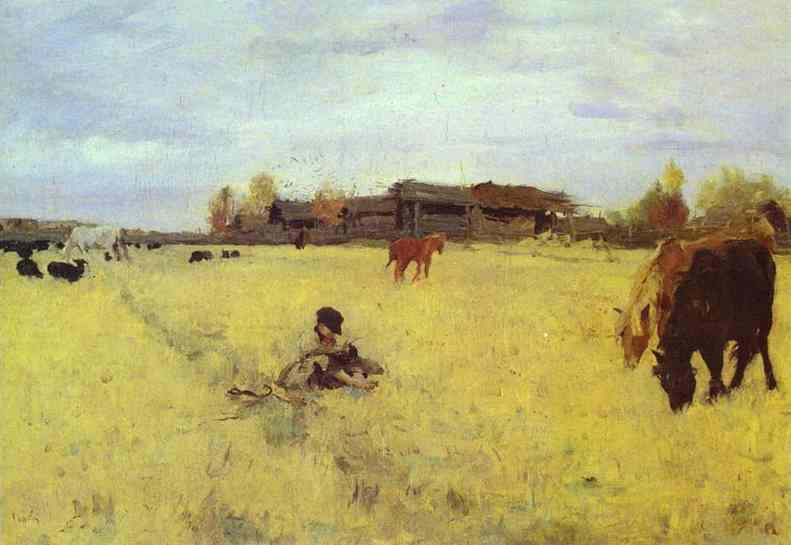
Október. Domotkanovo (1895)
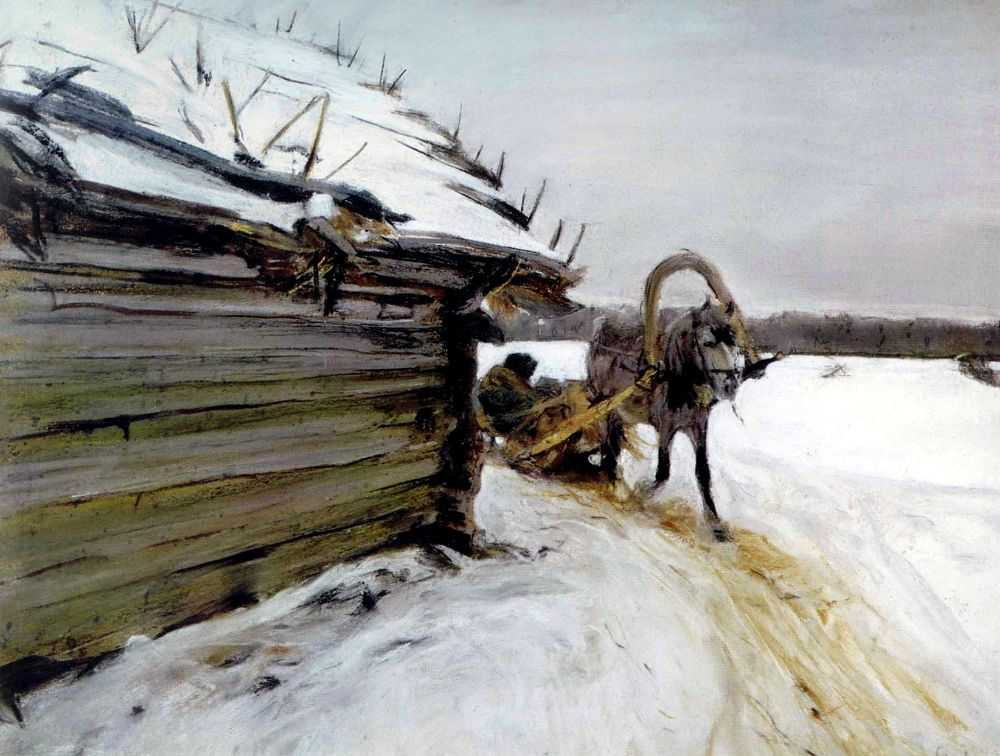
Télen (1898)
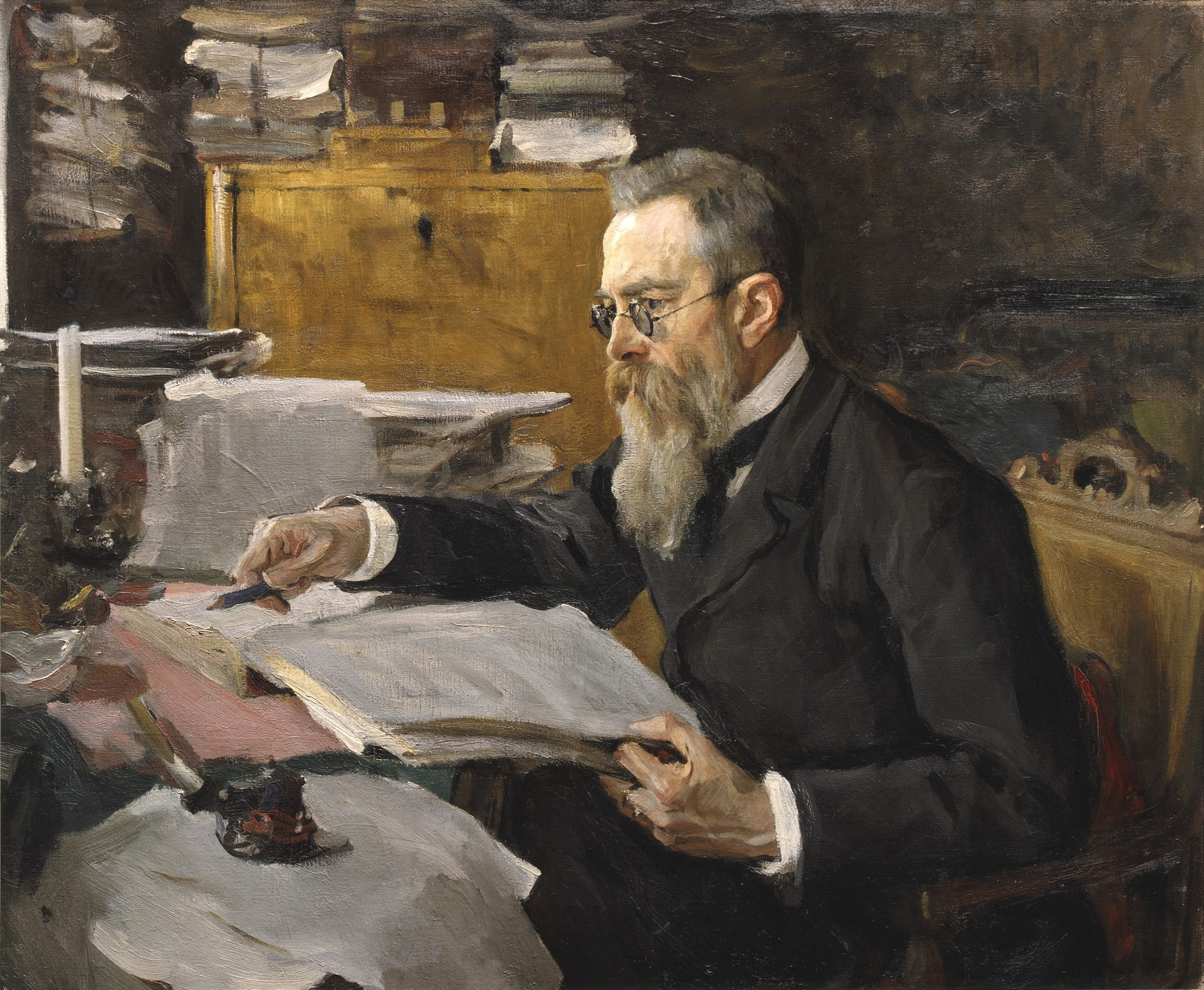
Nyikolaj Andrejevics  Rimszkij-Korszakov arcképe (1898)
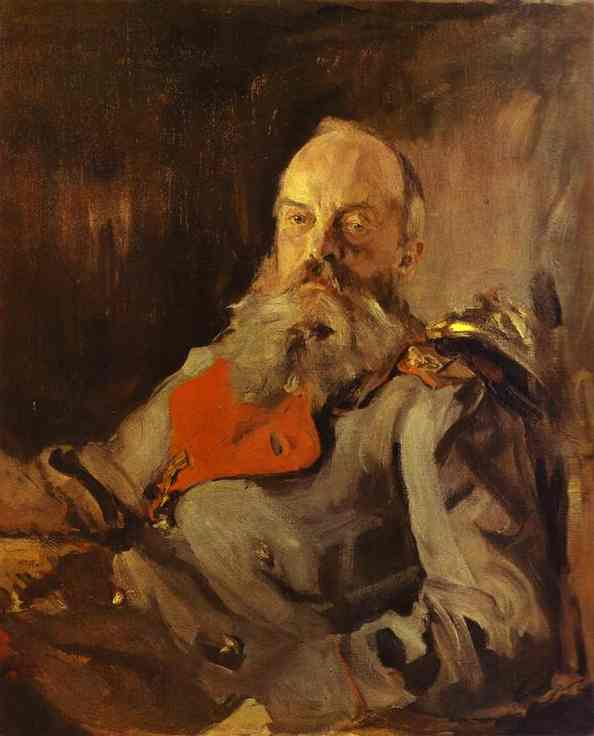
Mihail Nyikolajevics nagyherceg arcképe (1900)
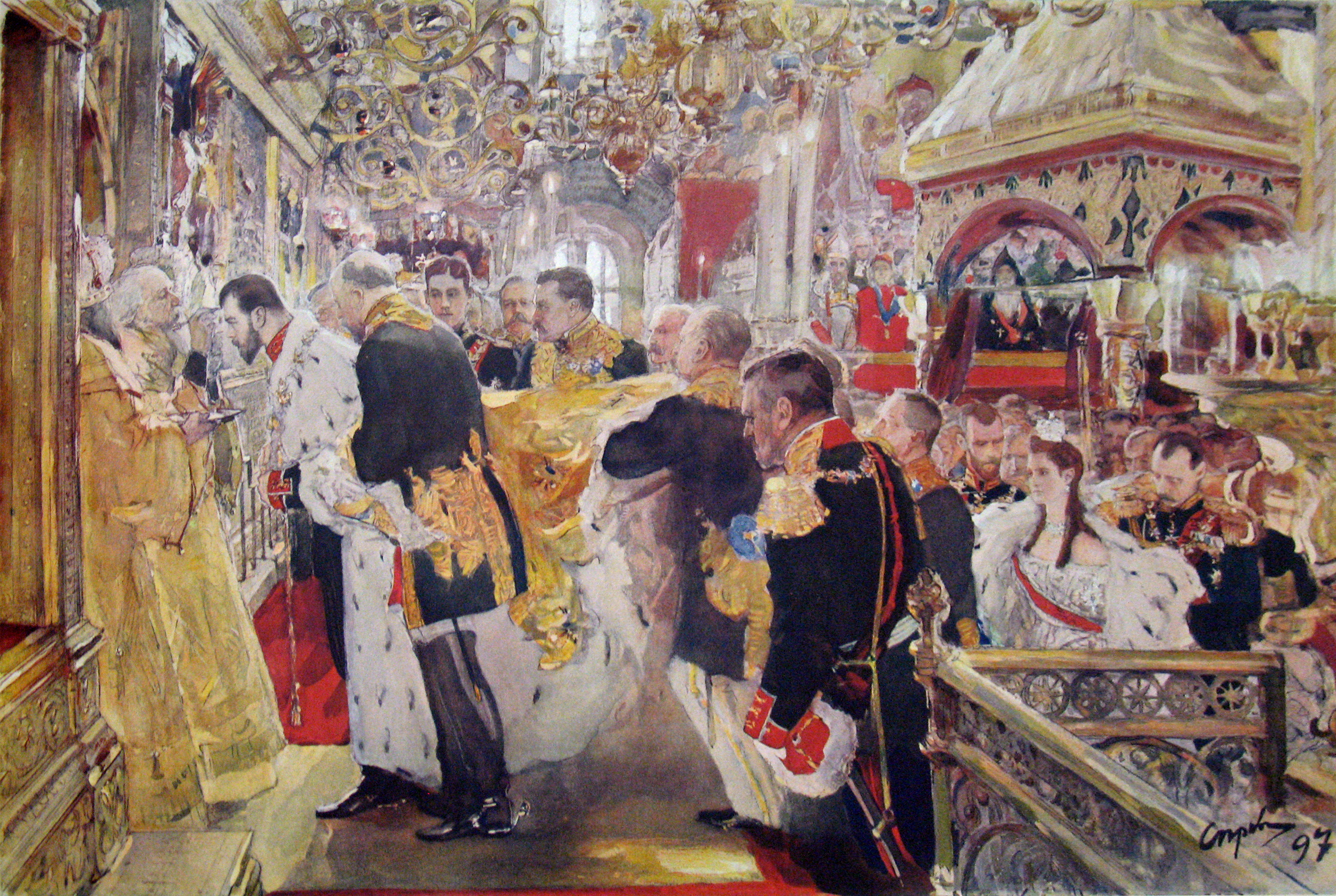
II. Miklós cár koronázása (1899)
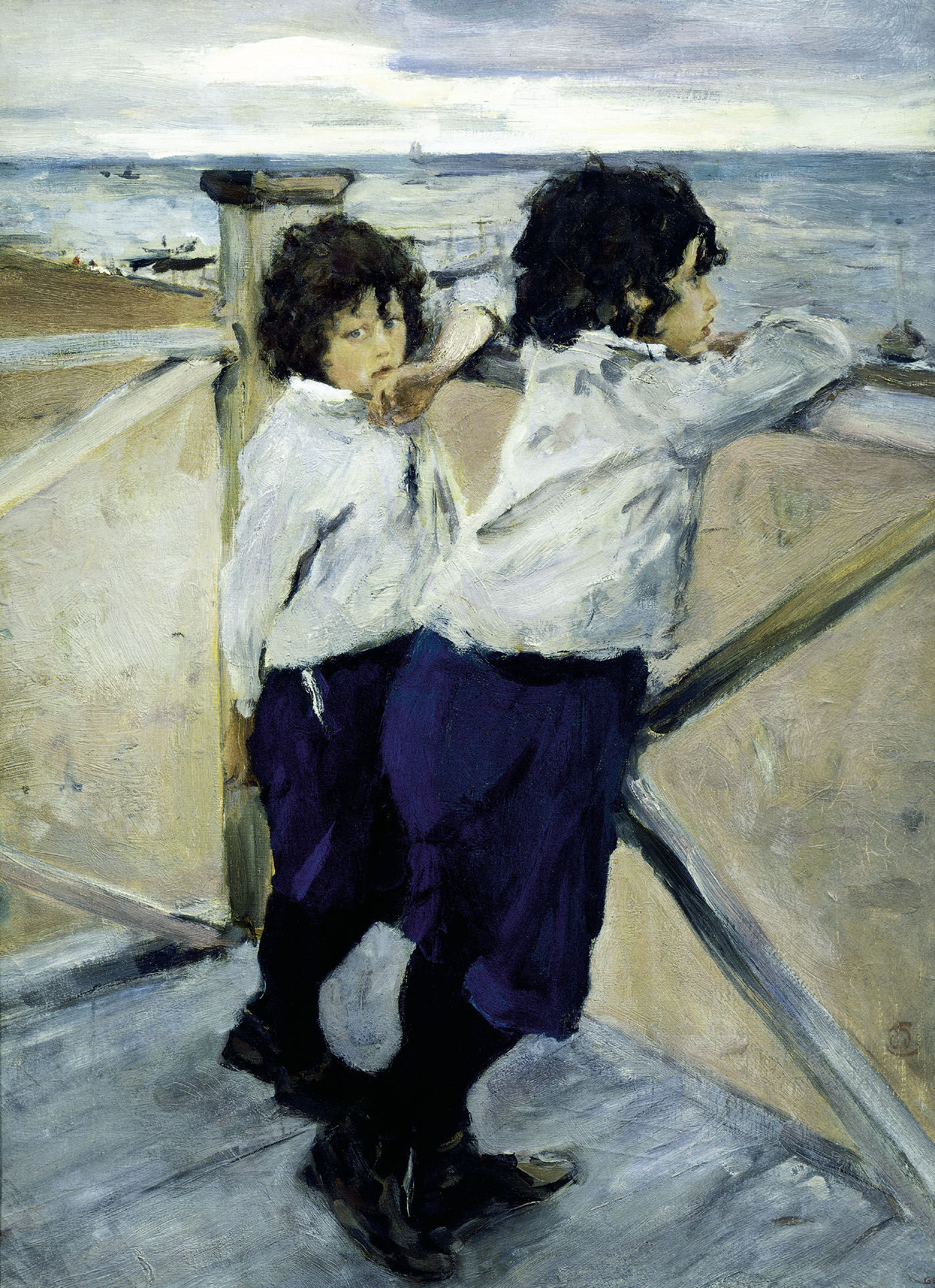
Gyerekek (1899)
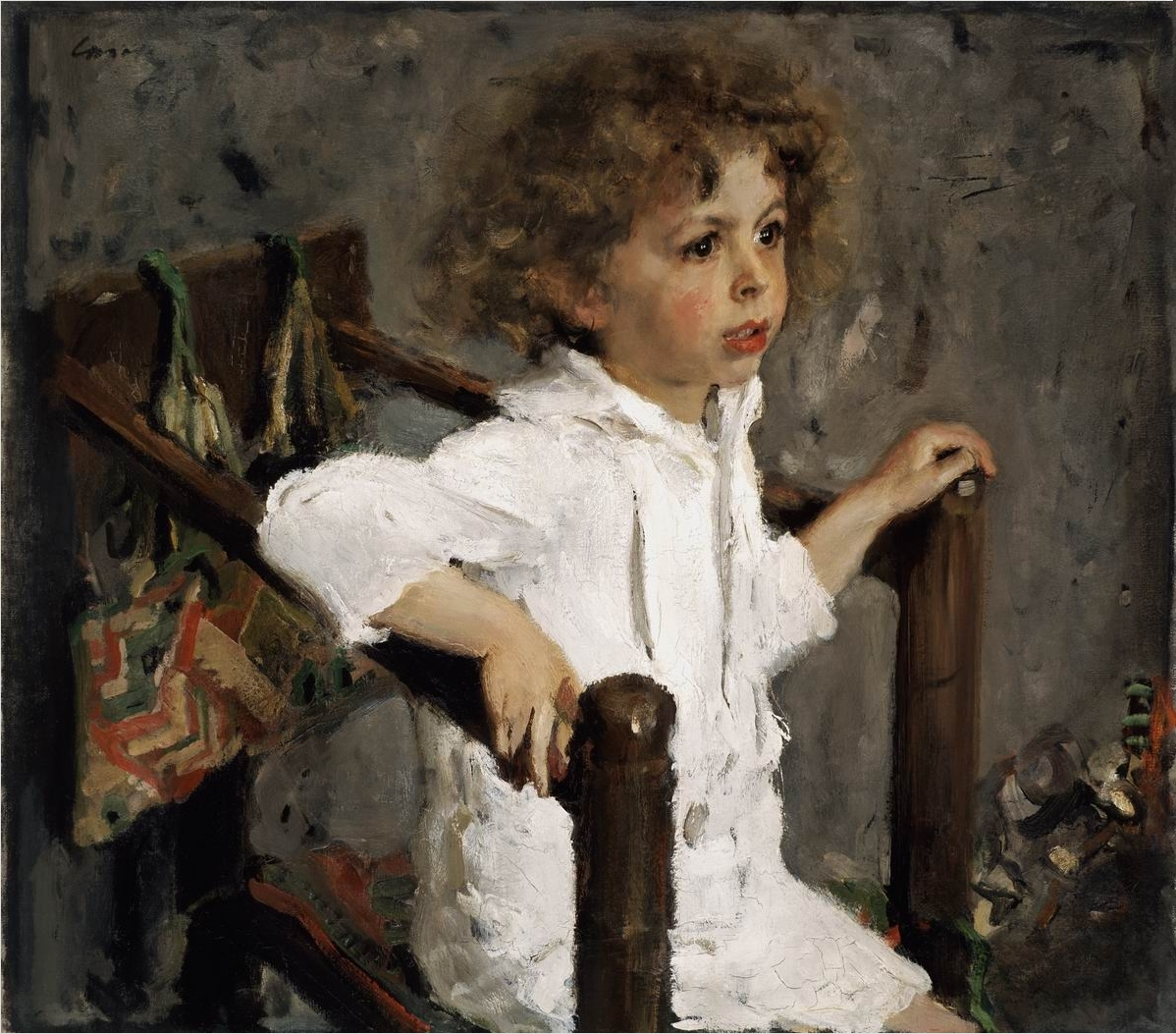
Mika Morozov (1901)
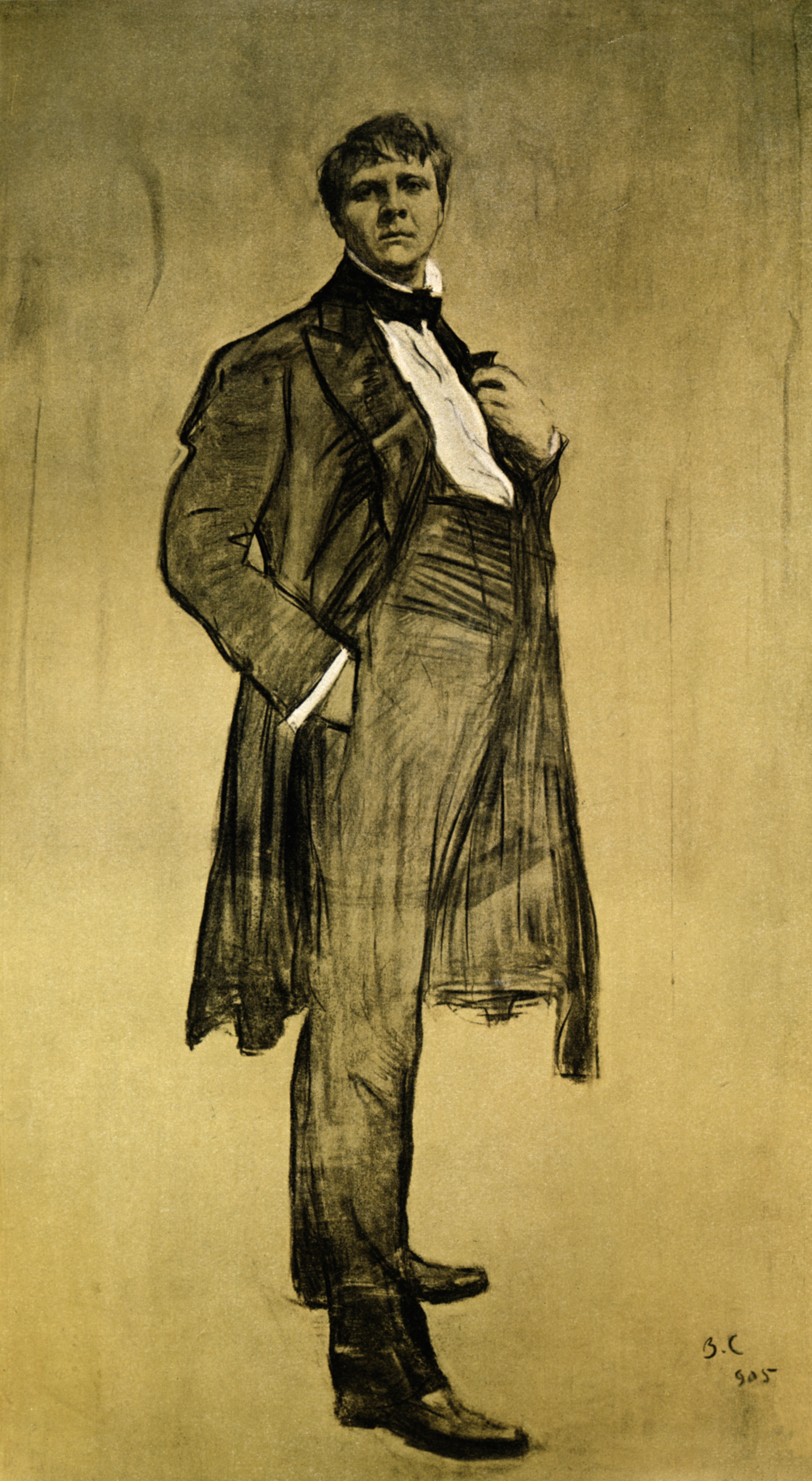
Saljapin (1905)
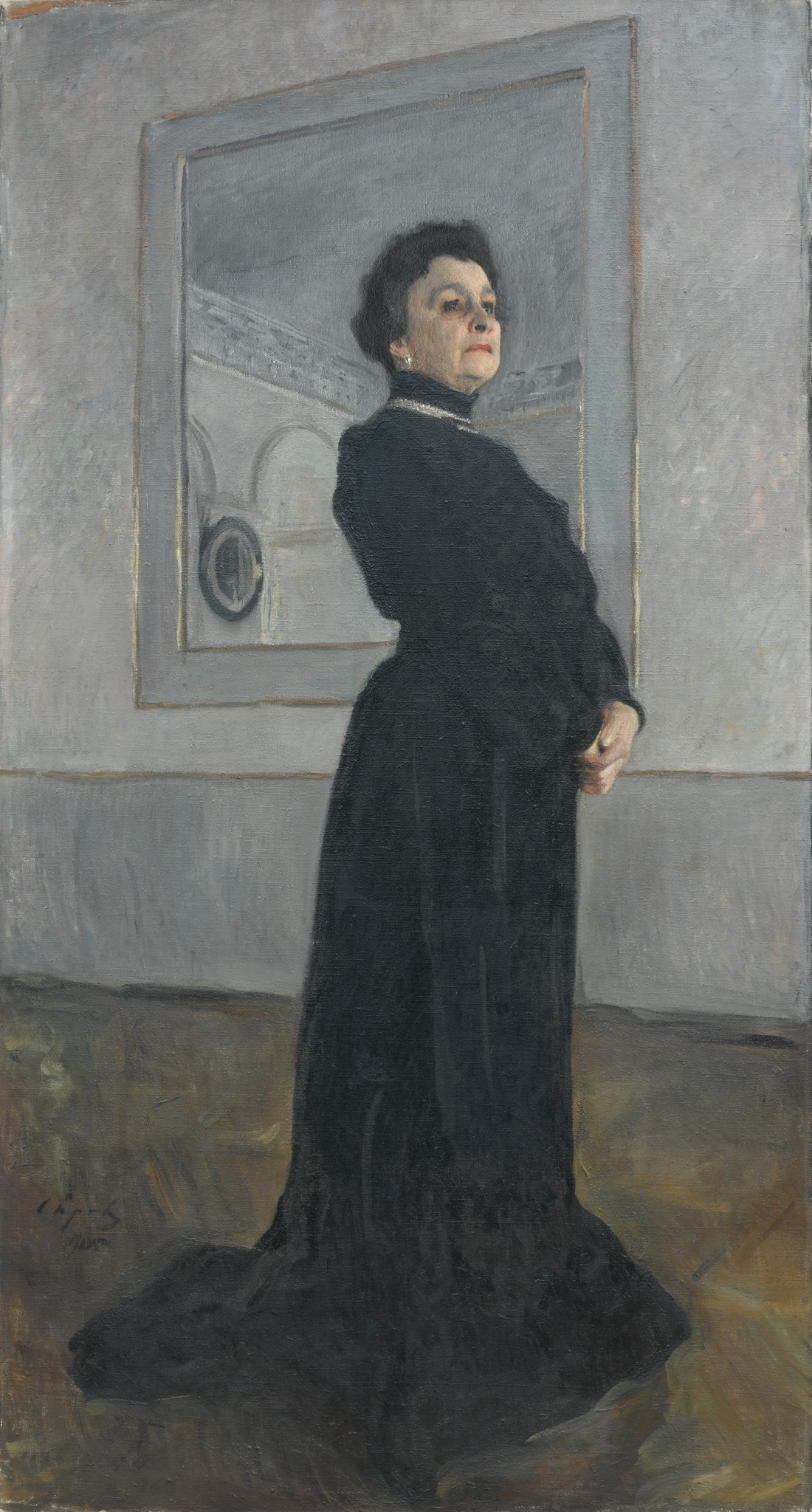
Marija Jermolova színésznő (1905)
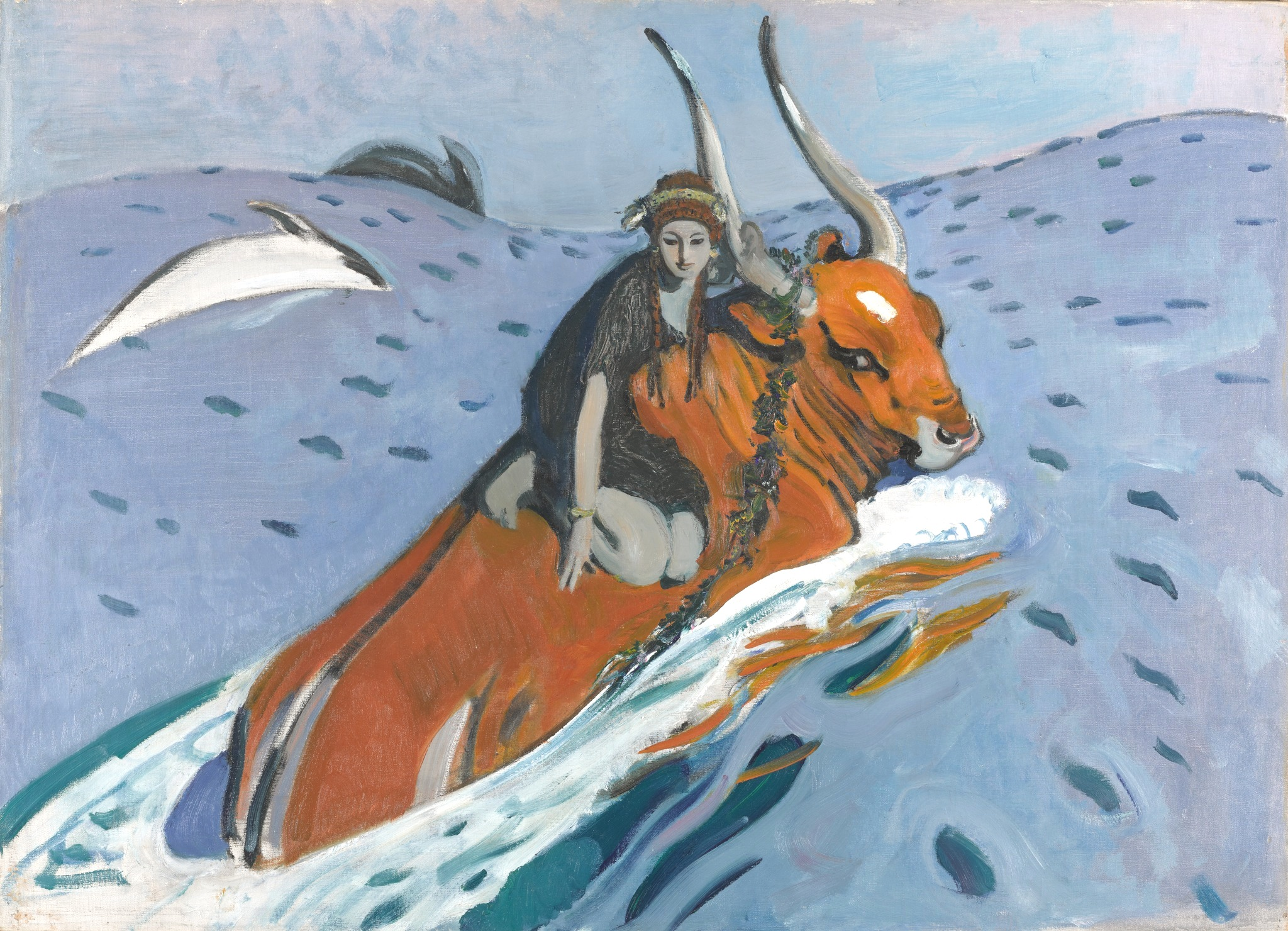
Európa elrablása (1910)
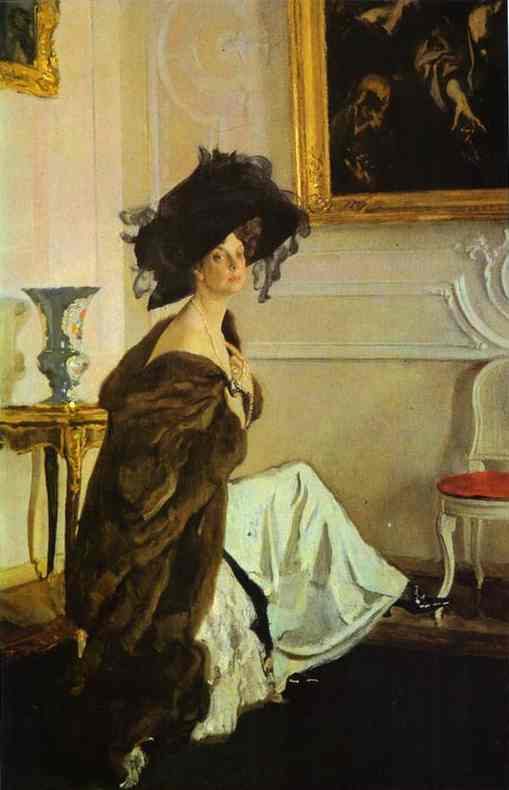
Olga Orlova hercegnő (1911)